# 大须观音

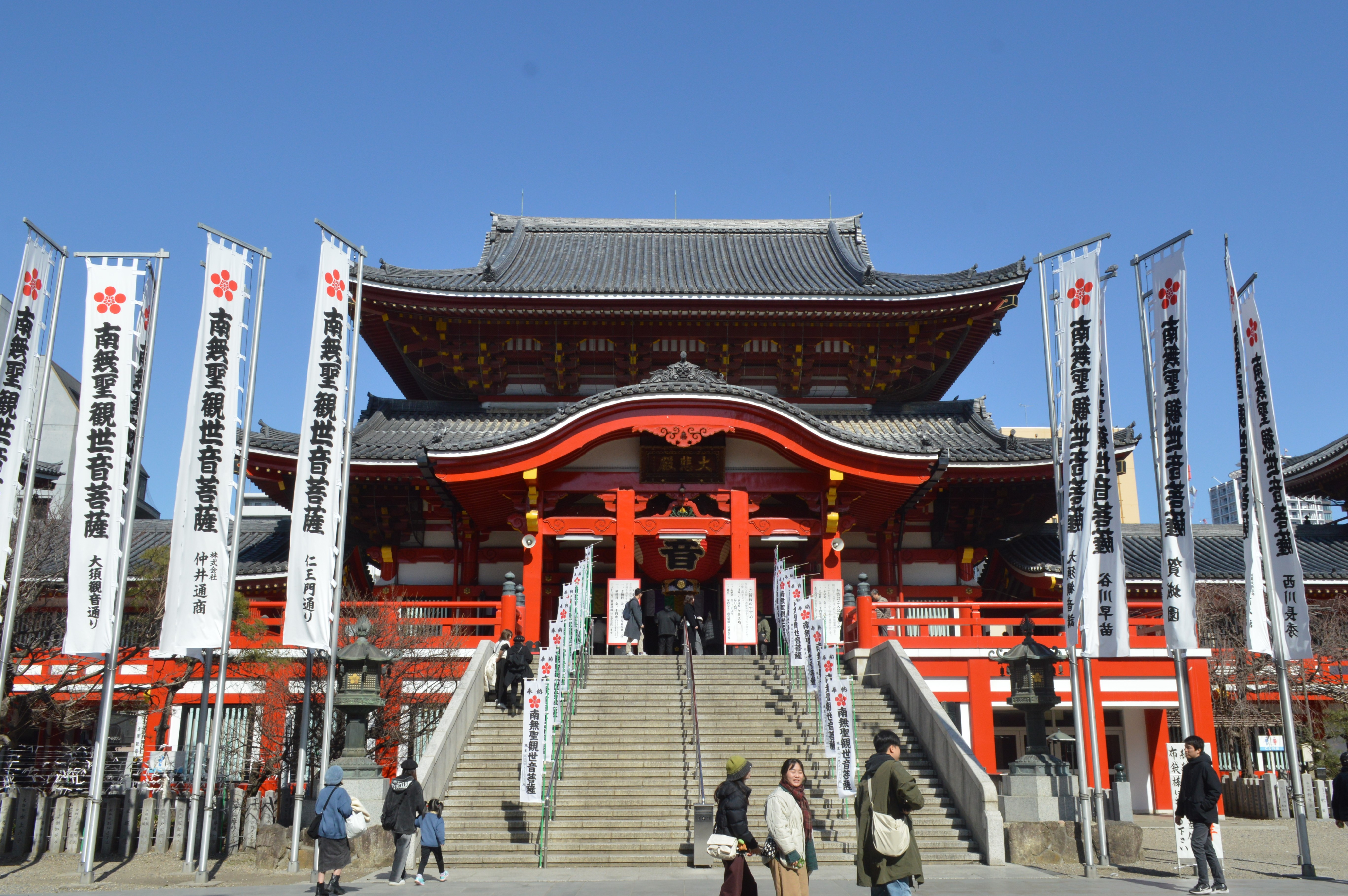
大须观音

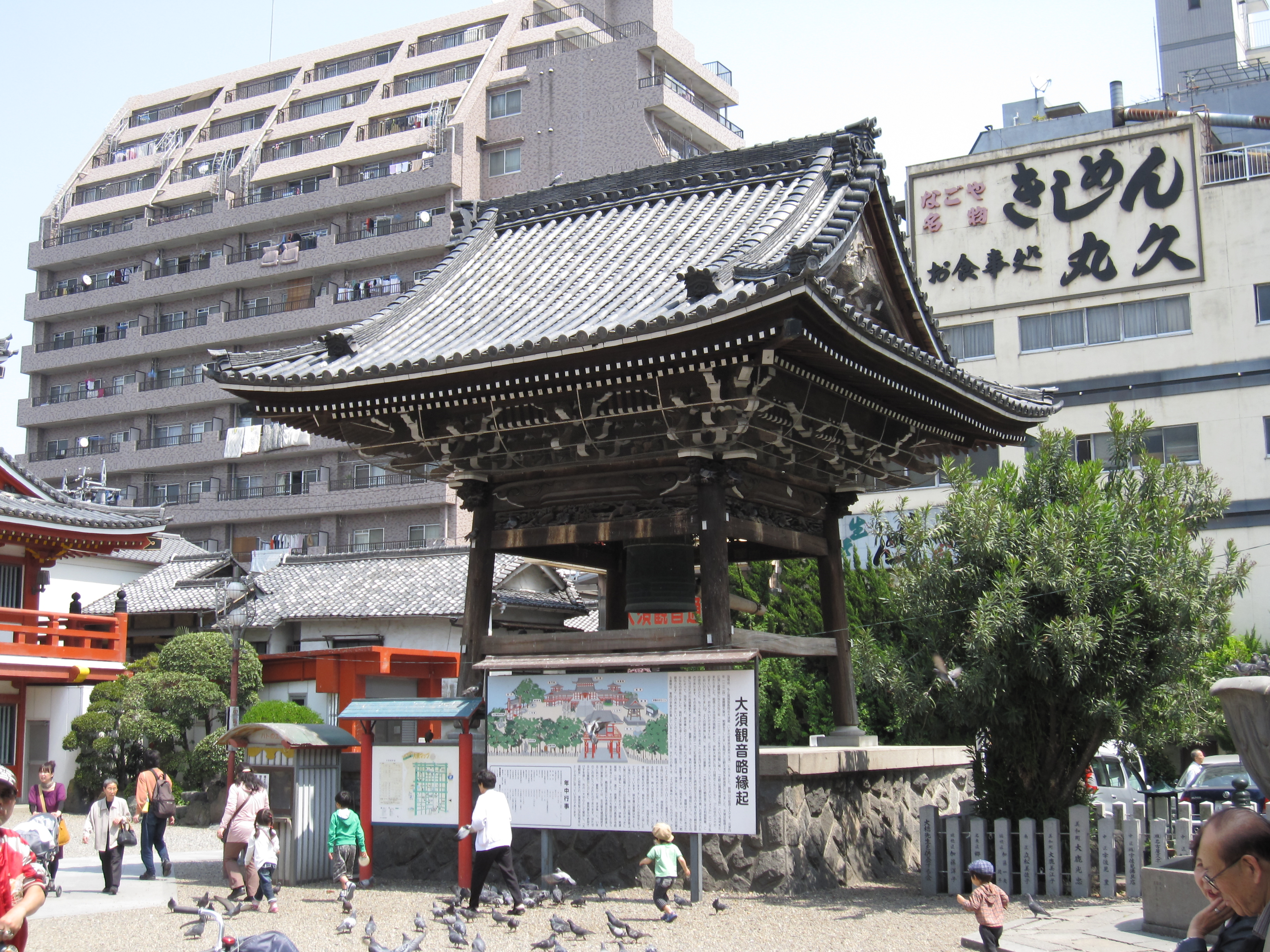
木制钟楼

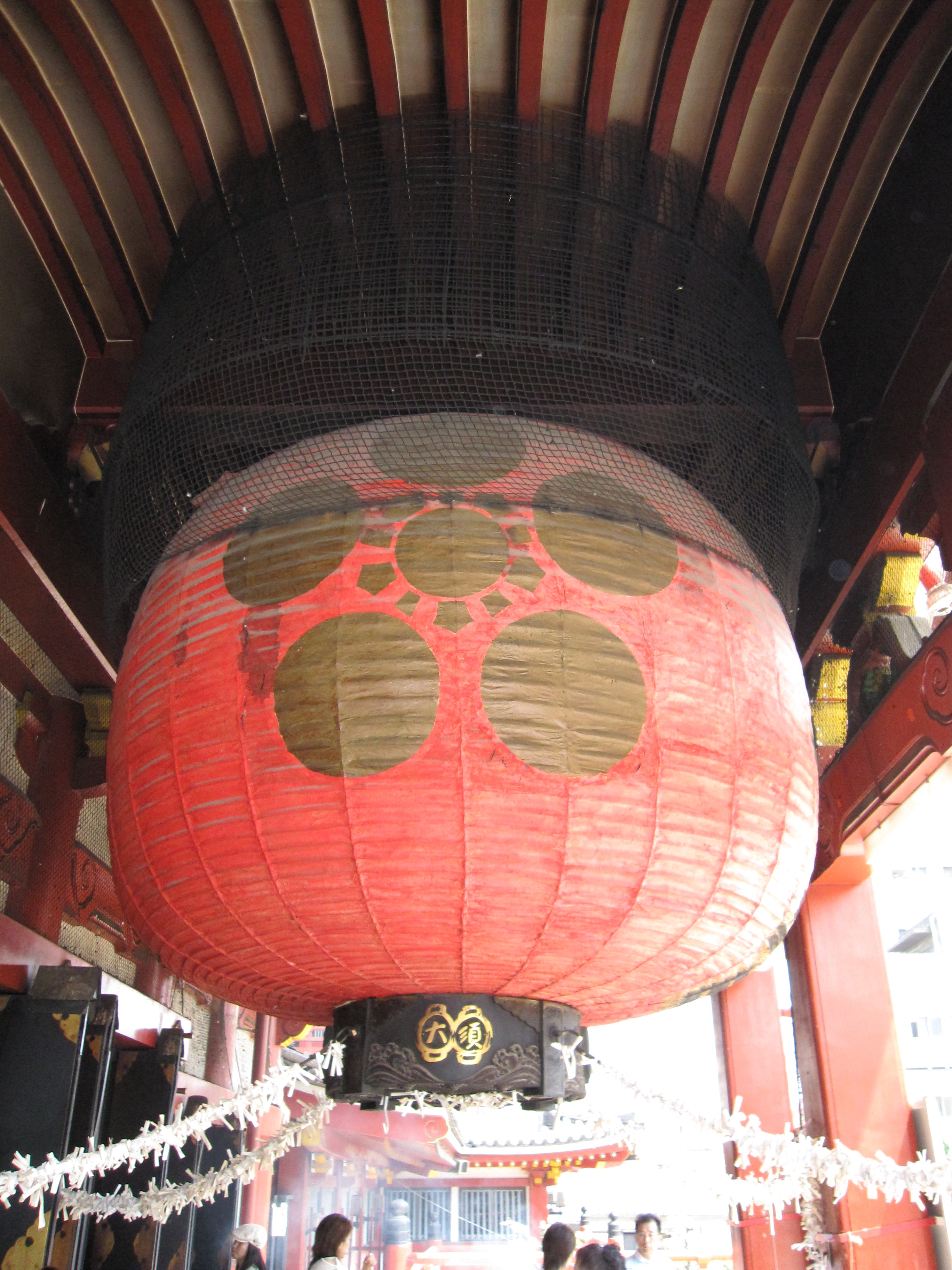
纸灯笼

大须观音是位于名古屋市中区大须的佛教寺廟，是真言宗智山派别格本山。

## 历史
寺庙全称是北野山真福寺宝生院，宗教法人为宝生院，俗称为大须观音，属于尾张三十三观音灵场之一。
原址位于尾张国中島郡（现属于岐阜县羽岛市）。1324年后醍醐天皇修建北野天满宫，1333年修建此寺庙。由于多年洪灾，1612年由德川家康搬迁至此处，1892年3月21日寺庙大部分毁于火灾，同年4月开始重建。1945年名古屋大空袭遭到破坏，1949年临时兴建单由于财政困难，直到1970年代重新修缮完毕。 大殿里天花板上悬挂着一个很大的纸灯笼，信徒们可以将带有祝福的小纸条绑在上面。寺内藏有许多珍贵书籍，包括最古老的手抄本《古事记》。

## 资源
- Pictures of the temple（页面存档备份，存于）
- Japan-guide.com （页面存档备份，存于）
- Expo2005.or.jp